# 廓詞
廓詞（くるわことば）は、江戸時代の遊廓で遊女が使った言葉・言葉遣い。里詞（さとことば）、花魁詞（おいらんことば）、ありんす詞（ありんすことば）などともいった。「ありんす」は「あります」の音変化で新吉原の遊女が用いた。「なんだか、ご法事にあふやうでありんす」（黄表紙『無益委記』）などと出身を分からなくするために使われ、新吉原は「ありんす国」とも呼ばれた。

## 概略
江戸吉原の廓詞の起源については、『北女閭起原』では、「ここなる里言葉は、如何なる遠国より来れる女にても、この詞を使ふ時は鄙の訛抜けて、古くより居慣れたる遊女と同じ様に聞ゆるなり。さればこの意味を考へていひ習はせしことなりとぞ」といい、『江戸花街沿革誌』によれば、「元吉原遊女の言葉を見るに、その頃侠客社会に行はれたる六方詞とやや相似たるが如し」、「その後侠名廃るると共にかくの如き野朴の言葉は地を払つて後世の里言葉と称するものを生じたり」という。
元吉原時代からの最もひなびた廓詞は、「よんできろ」（呼んでこい）、「はやくうつぱしろ」（急げ）、「いつてこよ」（行つてくる）、「あよびやれ」（ありき）、「ふつこぼす」（こぼす）、「けちなこと」（悪いこと）、「こうしろ」（さうせよ）、「うなさるる」（おそはるる）、「むしがいたい」（腹が痛い）、「よしやれ」（しやんな）、「こそつばい」（こそばゆい）、などであり、その頃の吉原言葉で作られた歌に、「おさらばえ、のしけおさうり、こわせうし、そふさこうさは、おつかないかな」「そふすべい、こふすべいまた、さつちやのはて、ふていことかな、やつちやなりけり」などがあり、これがしだいに洗練されていった。
その変遷を示せば以下のとおりである。
明和
おかさんに、おゐらんでおッしやりんす、昼ほどはゆるりとお眼にかかりんして、おうれしうおざんす（明和版『遊子方言』）
安永
どふでもしひせうから、今度ひとりで来なんしほんへ（安永版『乗合船』）
天明
あれ見なんし、お星さんが飛びいしたよ（天明3年（1783年）版『柳巷訛言』）
朝の戸さんがおッせェす、約束の物持つておいでなんしたかと。あれさおよしなんし、まだいふことがざんすヨ（天明8年（1788年）版『客衆肝胆鏡』）
寛政
何から何までぬしの介抱、死んでもわすれはいたしんにへ。なんのまあ、ばからしふおざりいす、灸すへの文句のとほり、世話になるのをあねといひ、憂をかたるを妹と、名を呼びかはす流れの身は、世話になつたりまたしたり、互ひのことでおざりんすもの、そんなことに心づかひをなさりんすな、さあくすりをおあがんなんしへ。（寛政3年（1791年）版『娼妓絹※』（※は竹冠に「麓」））
お前さんの身の詰ることでおざんすから、随分心で心を叱つてもちつと張りを持つておいでなんしと申しいしたら、涙をこぼしておききなんした、思ひ出しいすと私が胸は一ぱいに張り裂けるやうになりいす。（寛政11年（1799年）版『傾城買談客物語』）
文政
あんな客人はこつちから突き出しておしまひなんし、主やァいい気になつておいでなんすが、ほんの利いた風をいふ客人でおざりいす、うぬ惚れきつて受けさせるうちが、しみじみ好かねへといつちやァおざりいせん（文政5年（1822年）版『出放題無知哉論』）
天保
なんでもようざます、早く片づけてお休みなまし、こどもはどうしいした。（天保8年（1837年）版『春告鳥』）
こないだは主を客とおもひせんもんざますから、つい外の客をしまつてから、ゆつくり主とつもる話をしいしやうと楽んでをりいしたものを、それに主も昨日や今日のなじみでもおあんなんすまいに、人の気も知らないで、主がさう気強くなさりいすと、いつそ悲しくなりいす。（天保8年（1837年）版『つづれの錦』）
明和頃まで「ゆきなんせ」、「きなんせ」と言ったのが安永に「きなんし」、天明に「おいでなんし」となり、化政に「おいでなんしェ」、「きなんしェ」となり、「おざんす」、「ざんす」は「おざりいす」、「おざりんす」などと変じた。「ん」の音便を用いることが吉原言葉の特徴で、式亭三馬は『嘘字尽』でオイランダ国またはアリンス国の語であるなどと戯れたが、「ん」の音便は古くは京都の遊廓で行われ、近松門左衛門が、あのござりんすが呑みこまれぬと書いているから、京言葉から転訛したものであろうという。

## 言葉遣い
同じ時代であっても、吉原では店舗ごとに言葉遣いが異なった。大見世の『松葉屋』では「じれっとおす（じれっとうございます）」「ようおす（ようございます）」など、語尾が「～おす」となり、同規模の『丁子屋』では山の手言葉である「ざあます言葉」に類似した「～ざんす」が用いられた。『扇屋』では「ほんだすかえ（本当のことですか）？」など「だんす」が、『中萬字屋』では「こっちに来なまし」など「～まし」、『久喜萬字屋』では「しなんし」が使われた。そのため、言葉遣いでどの店舗の花魁か把握ができた。